# Lindsay Cooper
Lindsay Cooper (3 de març de 1951 - 18 de setembre de 2013) va ser una fagotista, oboista i compositora anglesa. Principalment coneguda per la seva colaboració amb Henry Cow, també va ser membre de grups com Comus, News From Babel, National Health, Feminist Improvising Group entre d'altres i va colaborar amb un ampli ventall d'artistes, com Chris Cutler o Sally Potter. Va composar música per a cinema i publicar diversos álbums en solitari, com Rags, The Gold Diggers o Oh Moscow.
Va ser diagnosticada amb esclerosi múltiple a finals dels 1970s, però no va fer pública la seva malaltia fins a finals dels 1990s, quan ja no podia actuar en públic. Va morir al setembre de 2013 a l'edat de 62 anys.

## Discografia

### Albums en solitari
- Rags (1981, LP, Arc Records, UK)
- The Golddiggers (1983, LP, Recommended Records, UK) – banda sonora original de la pelicula The Gold Diggers de Sally Potter
- Music for Other Occasions (1986, LP, No Man's Land, Germany)
- Oh Moscow (1991, CD, Victo Records, Canada)
- An Angel on the Bridge  (1991, CD, Phonogram/Australian Broadcasting Corporation, Australia)
- Schroedinger's Cat (1991, CD, Line/Femme Music, Germany)
- Sahara Dust (1993, CD, Intakt Records, Switzerland)
- A View from the Bridge (1998, 2xCD, Impetus Records, UK)

#### Albums recopilatoris
- Rags / The Golddiggers (1991, CD, ReR Megacorp, UK) – inclou Rags i la mayoría de The Golddiggers
- Rarities Volumes 1 & 2 (2014, 2xCD, Recommended Records, UK) – recopilació póstuma de rareses previament publicades i material inèdit

### Albums colaboratius i de grup
Amb Mike Oldfield
- Hergest Ridge (1974, LP, Virgin Records, UK)

Amb Egg
- The Civil Surface (1974, LP, Caroline Records, UK)

Amb Henry Cow
- Unrest (1974, LP, Virgin Records, UK)
- Concerts (1976, 2xLP, Caroline Records, UK)
- Western Culture (1979, LP, Broadcast, UK)
- The Virgin Years – Souvenir Box (1991, 3xCD, East Side Digital Records, US)
- Henry Cow Box (2006, 7xCD, Recommended Records, UK)
- Stockholm & Göteborg (2008, CD, Recommended Records, UK)
- The 40th Anniversary Henry Cow Box Set (2009, 9xCD+DVD, Recommended Records, UK)
- The Henry Cow Box Redux: The Complete Henry Cow (2019, 17xCD+DVD, Recommended Records, UK)

Amb Slapp Happy/Henry Cow
- Desperate Straights (1975, LP, Virgin Records, UK)
- In Praise of Learning (1975, LP, Virgin Records, UK)

Amb Comus
- To Keep from Crying (1974, LP, Virgin Records, UK) – grabat després que Cooper marxés del gup, apareixent com a convidada
- Out of the Coma (2012, CD, Coptic Cat, UK)

Amb Steve Hillage
- Fish Rising (1975, LP, Virgin Records, UK)

Amb Hatfield and the North
- The Rotters' Club (1975, LP, Virgin Records, UK)

Amb Art Bears
- Hopes and Fears (1978, LP, Recommended Records, UK)

Amb Feminist Improvising Group
- Feminist Improvising Group (1979, Cassette, UK)

Amb Mike Westbrook
- The Cortège (Original Records, 1982)
- Westbrook-Rossini (hat ART, 1987)
- Westbrook-Rossini, Zürich Live 1986 (hat ART, 1986 [1994])

Amb Chris Cutler, Bill Gilonis, Tim Hodgkinson i Robert Wyatt
- The Last Nightingale (1984, LP, Recommended Records, UK)

Amb News from Babel
- Work Resumed on the Tower (1984, LP, Recommended Records, UK)
- Letters Home (1986, LP, Recommended Records, UK)

Amb David Thomas and the Pedestrians
- Winter Comes Home (1983, LP, Recommended Records, UK)
- Variations on a Theme (1983, LP, Rough Trade Records, UK)
- More Places Forever (1985, LP, Rough Trade Records, UK)

Amb Maggie Nicols i Joëlle Léandre
- Live at the Bastille (1982) (1984, LP, Recommended Records, UK)

Amb Catherine Jauniaux i Tim Hodgkinson
- Fluvial (1984, LP, Woof Records, UK)

Amb Dagmar Krause
- Tank Battles: The Songs of Hanns Eisler (1988, LP, Island Records, UK)
- Panzerschlacht: Die Lieder von Hanns Eisler (1988, LP, Island Records, UK)

Amb Anthony Phillips i Harry Williamson
- Tarka (1988, CD, Baillemont Records, France)

Amb John Wolf Brennan
- Creative Works Orchestra: Live in Willisau & More (1991, CD, Creative Works Records, Switzerland)
- I.N.I.T.I.A.L.S.: Sources Along the Songlines (2005, CD, Creative Works Records, Switzerland)

Amb David Motion i Sally Potter
- Orlando (1993, CD, Varèse Sarabande, US) – banda sonora original de la pelicula Orlando de Sally Potter

Amb Trio Trabant a Roma
- State of Volgograd (1994, CD, Free Music Production, Germany)

Amb Tim Hodgkinson
- Each in Our Own Thoughts (1994, CD, Woof Records, UK)

Amb Charles Gray
- Pia Mater (1997, CD, Resurgence, UK)

Amb Rova Saxophone Quartet
- Bingo (1998, CD, Victo Records, Canada) – composer

Amb The Orckestra
- "Unreleased Orckestra Extract" (3" CD single, 2006, Recommended Records, UK)

Amb Fred Frith, Lars Hollmer i Gianni Gebbia
- Angels on the Edge of Time (2015, CD, I Dischi di Angelica, Italy) – enregistrat al Angelica Festival de 1992